# Parafia św. Jakuba Apostoła Starszego w Bobrowie
Parafia Świętego Jakuba Apostoła Starszego w Bobrowie – parafia rzymskokatolicka w diecezji toruńskiej, w dekanacie Jabłonowo Pomorskie, z siedzibą w Bobrowie.

## Historia
- Parafia powstała w 1246.

## Grupy parafialne
- Akcja Katolicka, Żywy Różaniec, Schola liturgiczna, ministranci, Dziecięctwo misyjne

## Miejscowości należące do parafii
- Bobrowo Kolonia, Czekanowo, Wądzyn, Wichulec, Wyb. Tylice, Zgniłobłoty